# Ičiro Mizuki
Ičiró Mizuki (japonsko 水木 一郎 Mizuki Ichirou, hepburn Ichirō Mizuki; rojen kot Tošio Hajakawa), japonski anison pevec, skladatelj in igralec, * 7. januar 1948, Tokio, Honšu, Japonska, † 6. december 2022.

## Življenjepis
Ičiro Mizuki je bil znan kot igralec, skladatelj in pevec glasbe za anime in tokusatsu, katerega repertoar je sicer segal tudi od anison in popa.
S pevsko kariero je začel leta 1968 pri Columbia Music Entertainment v Tokiu, Ičiro Mizukiov prvi samostojni single je bil leta 1968 objavljeni »Kimi ni sasageru Boku no Uta« iz katerega so znane tudi mnoge uspešnice kot npr. »Suteki na Yoru«.
Ičiro Mizuki je po mnenju mnogih eden največjih igralcev vseh časov. Igral je v animeih Koraru no Tanken, Dangaioh (OVA), tokusatsuih Jikuu Senshi Spielvan, Voicelugger, itd.
Ki so leta 2000 ustanovili japonsko rock skupino JAM Project. Poleg njega so bili v skupini še: Hironobu Kageyama, Masaaki Endou, Eizo Sakamoto in Rica Matsumoto.

## Diskografija

### Singli
- 1968 »Kimi ni sasageru Boku no Uta« (君にささげる僕の歌)
- 1970 »Dare mo inai Umi« (誰もいない海)
- 1990 »Natsukashi Kutte Hero ~I'll Never Forget You!~« (懐かしくってヒーロー~I'll Never Forget You!~)
- 1992 »Natsukashi Kutte Hero PartII ~We'll Be Together Forever!~« (懐かしくってヒーロー・PartII~We'll Be Together Forever!~)
- 1994 »SEISHUN FOR YOU ~Seishun no Uta~« (SEISHUN FOR YOU~青春の詩~)
- 1997 »221B Senki Single Version« (221B戦記 シングルバージョン)
- 1999 »Golden Rule ~Kimi wa mada Maketenai!~« (Golden Rule~君はまだ負けてない!~) / »Miage te goran Yoru no Hoshi wo« (見上げてごらん夜の星を)

### Albumi
- 1989 »OTAKEBI Sanjou! Hoeru Otoko Ichiro Mizuki Best« (OTAKEBI参上!吠える男 水木一郎ベスト)
- 1990 »Ichiro Mizuki OTAKEBI 2« (水木一郎 OTAKEBI2)
- 1990 »Ichiro Mizuki All Hits Vol.1« (水木一郎 大全集Vol.1)
- 1991 »Ichiro Mizuki All Hits Vol.2« (水木一郎 大全集Vol.2)
- 1991 »Ichiro Mizuki Ballade Collection ~SASAYAKI~ Vol.1« (水木一郎バラード・コレクション～SASAYAKI～Vol.1)
- 1991 »Ichiro Mizuki All Hits Vol.3« (水木一郎 大全集Vol.3)
- 1992 »Ichiro Mizuki All Hits Vol.4« (水木一郎 大全集Vol.4)
- 1992 »Ichiro Mizuki All Hits Vol.5« (水木一郎 大全集Vol.5)
- 1993 »Dear Friend«
- 1994 »Ichiro Mizuki no Tanoshii Asobi Uta« (水木一郎のたのしいあそびうた)
- 1995 »Ichiro Mizuki Best & Best« (水木一郎 ベスト&ベスト)
- 1997 »ROBONATION Ichiro Mizuki Super Robot Complete« (ROBONATION 水木一郎スーパーロボットコンプリート)
- 1998 »Neppuu Densetsu« (熱風伝説)
- 1999 »Neppuu Gaiden -Romantic Master Pieces-« (熱風外伝-Romantic Master Pieces-)
- 2001 »Aniki Jishin ~30th Anniversary BEST~« (アニキ自身~30th Anniversary BEST~)
- 2004 »Ichiro Mizuki Best of Aniking -Red Spirits-« (水木一郎 ベスト・オブ・アニキング -赤の魂-)
- 2004 »Ichiro Mizuki Best of Aniking -Blue Spirits-« (水木一郎 ベスト・オブ・アニキング -青の魂-)

## Seznam skladb

### Anime
- Genshi Shounen Rju (Genshi Shounen Ryuu ga Yuku)
- Mazinger Z (Mazinger Z; Bokura no Mazinger Z)
- Babel II (Babel Nisei; Seigi no Chou Nouryoku Shounen)
- Great Mazinger (Ore wa Great Mazinger; Yuusha wa Mazinger)
- Tekkaman: The Space Knight (Tekkaman no Uta; Space Knights no Uta)
- Steel Jeeg (Koutetsu Jeeg no Uta; Hiroshi no Theme)
- Combattler V (Combattler V no Theme; Yuke! Combattler V)
- Magne Robo Gakeen (Tatakae! Gakeen; Takeru to Mai no Uta)
- Mechander Robo (Try Attack! Mechander Robo; Sasurai no Hoshi Jimmy Orion)
- Hyouga Senshi Guyslugger (Hyouga Senshi Guyslugger)
- Voltes V (Chichi wo Motomete)
- Baratack (Choujin Sentai Baratack)
- Arrow Emblem Grand Prix no Taka (Grand Prix no Taka; Laser Blues)
- Captain Harlock (Captain Harlock; Warera no Tabidachi)
- Lupin III (Lupin Sansei Ai no Theme)
- Golion (Tatakae! Golion; Gonin de Hitotsu)
- Game Center Arashi (Game Center Arashi)
- Hero Hero-kun (Mawari Himawari Hero Hero-kun)
- The SoulTaker (SOULTAKER)
- Godannar (Sangou no Hitsugi; ENGAGE !! ! Godannar)
- Koutetsushin Jeeg (STORMBRINGER)

### Videoigre
- Ganbare Goemon ~Neo Momoyama Bakufu no Odori~ (Double Impact)
- Super Robot Wars Alpha (Ara buru Damashii; STEEL SOUL FOR YOU; Tomo yo ~Super Robot Wars Alpha~; Wa ni Teki Nashi)
- Tatsunoko Fight (Denkou Sekka Volder)
- Taiko no Tatsujin Tobikkiri! Anime Special (Gattai! Donranger Robo; Kitto Motto Zutto; Hibike! Taiko no Tatsujin)

### Tokusatsu
- Choujin Barom One (Bokura no Barom One; Yuujou no Barom Cross)
- Henshin Ninja Arashi (Arashi yo Sakebe; Warera wa Ninja)
- Android Kikaider (Hakaider no Uta; Saburou no Theme)
- Kamen Rider V3 (Shounen Kamen Rider Tai no Uta)
- Robot Keiji (Robot Keiji; Susume Robot Keiji)
- Shiro Shishi Kamen (Shiro Shishi Kamen no Uta)
- Inazuman (Chest! Chest! Inazuman)
- Kamen Rider X (Setup! Kamen Rider X; Ore wa X Kaizorg)
- Inazuman F (Inazuman Action)
- Ganbare !! Robocon (Ganbare Robocon; Oira Robocon Robot dai!; Oira Robocon Sekai Ichi; Robocon Ondou; Hashire !! Robcon Undoukai; Robocon Gattsuracon)
- Bouken Rockbat (Bouken Rockbat; Tetsu no Prince Blazer)
- Kamen Rider Stronger (Kamen Rider Stronger no Uta; Kyou mo Tatakau Stronger; Stronger Action)
- Shounen Tantei Dan (Yukuzo! BD7; Shounen Tantei Dan no Uta)
- Akumaizer 3 (Shouri da! Akumaizer 3; Susume Zaiderbeck)
- The Kagestar (Kagayaku Taiyou Kagestar; Star! Star! Kagestar)
- Ninja Captor (Tatakae! Ninja Captor; Oozora no Captor)
- Kaiketsu Zubat (Jigoku no Zubat; Otoko wa Hitori Michi wo Yuku)
- Daitetsujin 17 (Oh !! Daitetsujin One Seven; One Seven Sanka)
- Kyouryuu Sentai Koseidon (Kyouryuu Sentai Koseidon; Koseidon March)
- Battle Fever J (Battle Fever Dai Shutsugeki; Battle Fever Sanka)
- Honoo no Choujin Megaloman (Yuke! Yuke! Megaloman; Waga Kokoro no Rozetta Hoshi)
- Kamen Rider (Skyrider) (Moero! Kamen Rider; Otoko no Na wa Kamen Rider; Haruka naru Ai ni Kakete; Kagayake! 8-Nin Rider)
- Kamen Rider Super 1 (Junior Rider Tai no Uta)
- Taiyou Sentai Sun Vulcan (Ashita ga Arusa; Kagayake! Sun Vulcan; Kimi wa Panther; Taiyou March; Umi ga Yondeiru)
- Andro Melos (Andro Melos; Kaette Koiyo Andro Melos)
- Jikuu Senshi Spielvan (Jikuu Senshi Spielvan; Kimi on Nakama da Spielvan; Kesshou da! Spielvan)
- Choujinki Metalder (Time Limit)
- Kamen Rider BLACK RX (Eien no Tameni Kimi no Tameni)
- Tokkei Winspector (Just Gigastreamer; Yume mo Hitotsu no Nakama-Tachi; Yuusha Winspector)
- Voicelugger (Hoero! Voicelugger)
- Hyakujuu Sentai Gaoranger (Hyakujuu Gattai! Gaoking; Samba de Gaoren)
- Juuken Sentai Gekiranger (Tao)

## Vloge
Anime
- Koraru no Tanken - Rat Hector
- Space Carrier Blue Noah - Gruppenkommandeur
- Dangaioh (OVA) - Yoldo
- Happy Lucky Bikkuriman - La☆Keen

Tokusatsu
- Jikuu Senshi Spielvan - Dr. Ben
- Voicelugger - Voicelugger Gold
- Chou Ninja Tai Inazuma!! SPARK - Shouryuusai Mizuki

Videoigra
- Super Robot Wars Alpha 3 - Keisar Ephes

## Književnost
- Hitoshi Hasebe: »Anison - Kashu Ichiro Mizuki Sanjuu Shuunen Kinen Nekketsu Shashinshuu« (兄尊(アニソン)―歌手水木一郎三十周年記念熱血写真集) (1999, Oakla Publishing) ISBN 4-8727-8461-8
- Ichiro Mizuki & Project Ichiro: »Aniki Damashii ~Anime Song no Teiou / Mizuki Ichirou no Sho~« (アニキ魂~アニメソングの帝王・水木一郎の書~) (2000, Aspect) ISBN 4-7572-0719-0